# Complex instruction set computing

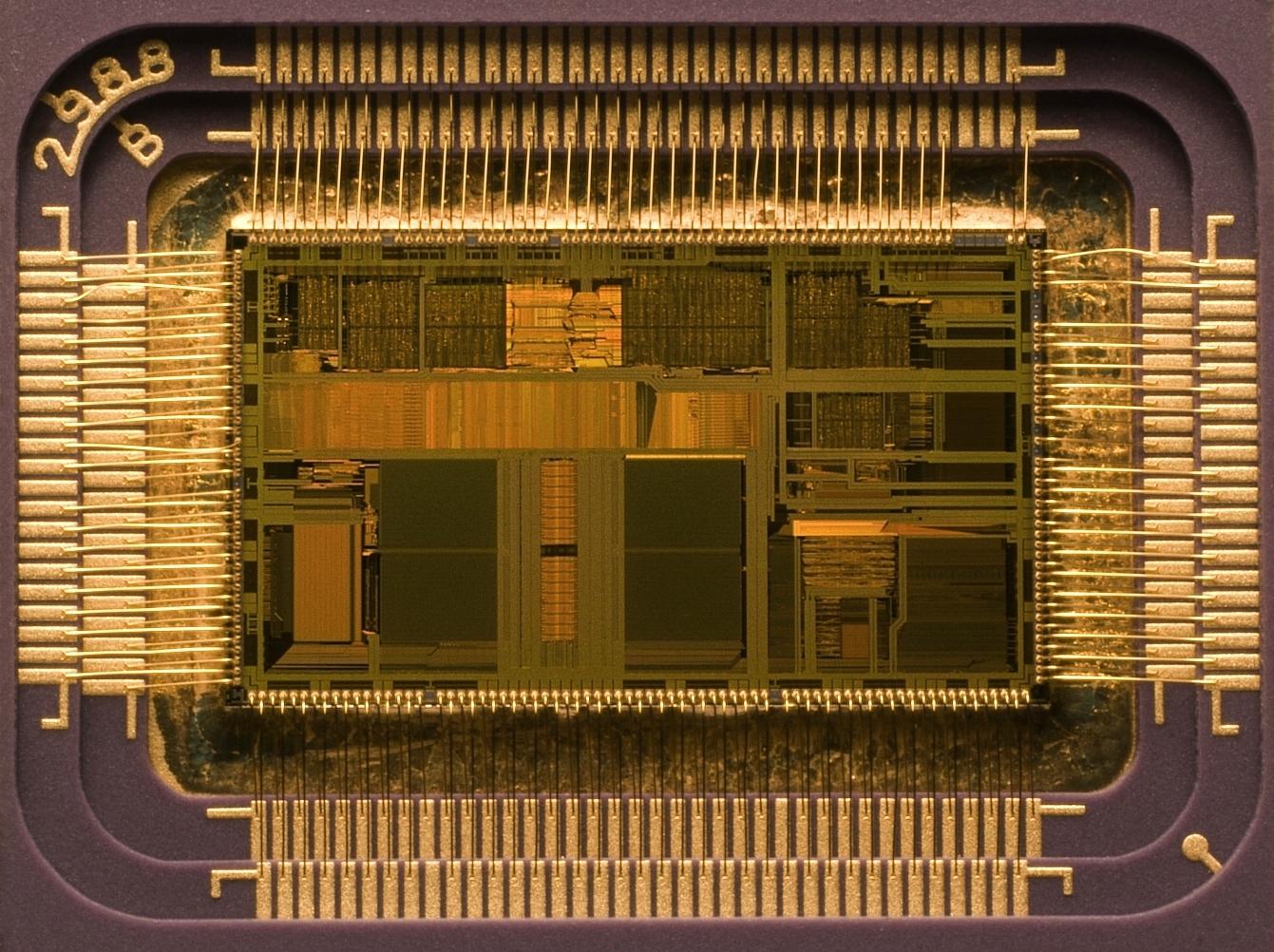
Un microprocesador Intel 80486

En arquitectura computacional, CISC (del inglés Complex Instruction Set Computer, en español Computador con Conjunto de Instrucciones Complejas) es un modelo de arquitectura de computadores. Los microprocesadores CISC tienen un conjunto de instrucciones que se caracteriza por ser muy amplio y permitir operaciones complejas entre operandos situados en la memoria o en los registros internos, en contraposición a la arquitectura RISC.
Es capaz de ejecutar varios centenares de instrucciones complejas diferentes siendo extremadamente versátil.
Los CISC pertenecen a la primera corriente de construcción de procesadores, antes del desarrollo de los RISC. Ejemplos de ellos son: Motorola 68000, Zilog Z80 y toda la familia Intel x86, AMD x86-64 usada en la mayoría de las computadoras personales actuales.
Hay que hacer notar, sin embargo que la utilización del término CISC comenzó tras la aparición de los procesadores RISC como nomenclatura despectiva por parte de los defensores/creadores de estos últimos. Véase Retrónimo.